# Distretto di El Karimia
Il distretto di El Karimia è un distretto della provincia di Chlef, in Algeria, con capoluogo El Karimia.

## Comuni
Il distretto di El Karimia comprende tre comuni:
- El Karimia
- Harchoun
- Beni Bouateb